# Port lotniczy Changzhou-Benniu
Port lotniczy Changzhou-Benniu (IATA: SJW, ICAO: ZBSJ) – port lotniczy obsługujący Hangzhou, w prowincji Jiangsu, w Chińskiej Republice Ludowej.

## Linie lotnicze i połączenia
| Linia Lotnicza            | Kierunek |
| ------------------------- | --- |
| Air China                 | 1. Pekin 2. Chengdu-Tianfu |
| Air Macau                 | 1. Makau |
| Chengdu Airlines          | 1. Mianyang 2. Shenyang |
| China Eastern Airlines    | 1. Pekin-Daxing 2. Changsha 3. Chengdu-Tianfu 4. Chongqing 5. Dalian 6. Guangzhou 7. Kunming 8. Qionghai 9. Shenyang 10. Taiyuan 11. Xiamen 12. Xi’an 13. Xishuangbanna 14. Yichang 15. Zhangjiajie |
| China Southern Airlines   | 1. Guangzhou 2. Jieyang 3. Shenzhen |
| Colorful Guizhou Airlines | 1. Guiyang |
| Donghai Airlines          | 1. Tokio-Narita |
| GX Airlines               | 1. Changsha |
| Lao Airlines              | 1. Wientian |
| LJ Air                    | 1. Changsha 2. Harbin |
| Loong Air                 | 1. Wenzhou 2. Xi’an 3. Yinchuan |
| Qingdao Airlines          | 1. Changchun 2. Haikou 3. Quanzhou 4. Shenyang |
| Shandong Airlines         | 1. Guiyang 2. Qingdao 3. Xiamen |
| Shenzhen Airlines         | 1. Changchun 2. Dalian 3. Guangzhou 4. Haikou 5. Harbin 6. Quanzhou 7. Shenyang 8. Shenzhen 9. Zhuhai                                                                                               |
| Sichuan Airlines          | 1. Chengdu-Shuangliu 2. Chengdu-Tianfu 3. Chongqing 4. Harbin 5. Kunming 6. Sanya |
| Spring Airlines           | 1. Ankang 2. Dalian 3. Lanzhou 4. Shenyang |
| Thai Lion Air             | 1. Bangkok-Don Muang |
| Thai VietJet Air          | 1. Bangkok-Suvarnabhumi |
| VietJet Air               | 1. Nha Trang |
| Vietnam Airlines          | Czartery: 1. Nha Trang |
| Xiamen Air                | 1. Fuzhou 2. Jinzhou |